# La Serna del Monte
La Serna del Monte é um município da Espanha na província e comunidade autónoma de Madrid, de área 5,44 km² com população de 112 habitantes (2007) e densidade populacional de 21,04 hab/km².

## Demografia
| Variação demográfica do município entre 1991 e 2004 | Variação demográfica do município entre 1991 e 2004 | Variação demográfica do município entre 1991 e 2004 | Variação demográfica do município entre 1991 e 2004 |
| --------------------------------------------------- | --------------------------------------------------- | --------------------------------------------------- | --------------------------------------------------- |
| 1991                                                | 1996                                                | 2001                                                | 2004                                                |
| 93                                                  | 111                                                 | 114                                                 | 113                                                 |